# نورتون (ویرجینیای غربی)
نورتون (به انگلیسی: Norton) یک منطقهٔ مسکونی در ایالات متحده آمریکا است که در شهرستان رندولف، ویرجینیای غربی واقع شده‌است. نورتون ۲۸۱ نفر جمعیت دارد و ۶۰۴٫۱۲ متر بالاتر از سطح دریا واقع شده‌است.